# Foios
Foios – gmina w Hiszpanii, w prowincji Walencja, we wspólnocie autonomicznej Walencja, o powierzchni 6,48 km². W 2011 roku liczyła 7034 mieszkańców.